# Seothyra perelegans
Espèce
Seothyra perelegans est une espèce d'araignées aranéomorphes de la famille des Eresidae.

## Distribution
Cette espèce est endémique d'Afrique du Sud. Elle se rencontre au Cap-Oriental et en État-Libre.

## Description
Les mâles mesurent de 7 à 8 mm.

## Publication originale
- Simon, 1906 : Étude sur les araignées de la section des cribellates. Annales de la Société entomologique de Belgique, vol. 50, p. 284-308 (texte intégral).